# نحلیا
نحلیا (به عربی: نحلیا) یک منطقهٔ مسکونی در سوریه است که در ناحیه مرکزی اریحا واقع شده‌است. نحلیا ۳٬۱۰۵ نفر جمعیت دارد.